# Родригеш, Мауру
Мауру Даниэл Родригеш Тейшейра (порт. Mauro Daniel Rodrigues Teixeira; родился 15 апреля 2001 года, Португалия) — бисау-гвинейский футболист, полузащитник клуба «Ивердон-Спорт». Выступал в сборной Гвинеи-Бисау.
Родригеш родился в Португалии в семье выходцев из Гвинеи-Бисау и принял решение выступать за историческую родину.

## Клубная карьера
Родригеш — воспитанник швейцарского клуба «Сьон». В 2020 году в поединке Кубка Швейцарии против «Щёца» Мауру дебютировал за основной состав. 14 марта 2021 года в матче против «Серветта» он дебютировал в швейцарской Суперлиге. 
Летом 2022 года Родригеш перешёл в «Ивердон-Спорт». 15 июля в матче против «Лозанна Уши» он дебютировал в Челлендж-лиге. 29 июля в поединке против «Туна» Мауру забил свой первый гол за «Ивердон-Спорт». По итогам сезона игрок помог клубу выйти в элиту. 

## Международная карьера
12 ноября 2021 года в отборочном матче Кубка Африки 2021 против сборной Республики Конго Родригеш дебютировал за сборную Гвинеи-Бисау.
В 2022 году Родригеш принял участие в Кубке Африки в Камеруне. На турнире он сыграл в матчах против Египта и Нигерии.
26 марта 2022 года в товарищеском матче года против сборной Анголы Мауру забил свой первый гол за национальную команду.
В 2024 году КарлушРодригеш принял участие в Кубке Африки 2023 в Кот-д’Ивуаре. На турнире он сыграл в матчах против сборных Кот-д’Ивуара и Экваториальной Гвинеи.

### Голы за сборную Гвинеи-Бисау
| #   | Дата           | Место                            | Противник | Счёт | Результат | Соревнование                     |
| --- | -------------- | -------------------------------- | --------- | ---- | --------- | -------------------------------- |
| 01. | 26 марта 2022  | Риу-Майор, Риу-Майор, Португалия | Ангола    | 2:3  | 2:3       | Товарищеский матч                |
| 02. | 20 ноября 2023 | Аль-Салам, Каир, Египет          | Джибути   | 0:1  | 0:1       | Чемпионат мира 2026 квалификация |